# Sulimy (Giżycko)
Sulimy [pronunciación en polaco: /suˈlimɨ/] (en alemán: Sulimmen) es un pueblo en el distrito administrativo de Gmina Giżycko, dentro del Distrito de Giżycko, Voivodato de Varmia y Masuria, en el norte de Polonia. Se encuentra aproximadamente 4 kilómetros al este de Giżycko y 92 kilómetros al este de la capital regional, Olsztyn.
Hasta 1945 el área era parte de Alemania (véase Prusia Oriental).